# Ephippiochthonius siscoensis
Espèce
Synonymes
- Chthonius siscoensis Heurtault, 1975

Ephippiochthonius siscoensis est une espèce de pseudoscorpions de la famille des Chthoniidae.

## Distribution
Cette espèce est endémique de Corse en France. Elle se rencontre dans le centre et le Nord de l'île.

## Description
La femelle décrite par Gardini en 2013 mesure 1,7 mm.

## Étymologie
Son nom d'espèce, composé de sisco et du suffixe latin -ensis, « qui vit dans, qui habite », lui a été donné en référence au lieu de sa découverte, la grotte de Sisco.

## Publication originale
- Heurtault, 1975 : Deux nouvelles espèces de pseudoscorpions Chthoniidae (Arachnides) cavernicoles de Corse: Chthonius (E.) remyi et Chthonius (E.) siscoensis. Annales de Spéléologie, vol. 30, p. 313-318.